# Prefectuur voor de Pauselijke Huishouding
De Prefectuur voor de Pauselijke Huishouding is een bijzondere instelling van de Romeinse Curie belast met de organisatie van alle - niet liturgische - publieke optredens van de paus binnen Vaticaanstad en binnen de staat Italië.
De prefectuur organiseert de wekelijkse audiënties van de paus. Ook is de prefectuur verantwoordelijk voor de organisatie van inkomende Staatsbezoeken en voor de organisatie van de afgifte van geloofsbrieven van nieuw geaccrediteerde ambassadeurs bij de Heilige Stoel. De Prefectuur is verantwoordelijk voor alle reizen van de paus, voor zover die binnen Italië plaatsvinden. De prefect van de Pauselijke Huishouding wordt ook wel opperkamerheer genoemd. 
Tot 1968 heette de prefectuur prefectuur van het Apostolisch Paleis.
De Pauselijke Heren (de pauselijke kamerdienaren) vallen ook onder deze prefectuur.